# Constant Tonegaru
Constant Tonegaru (ur. 13 lutego 1919 w Gałaczu, zm. 10 lutego 1952 w Bukareszcie) – poeta rumuński.
Urodził się w Galaczu. Uczył się w liceum w Bukareszcie, jednak był zmuszony przerwać naukę z powodu trudności materialnych. Wykonywał różne zawody. Jako publicysta współpracował z różnymi pismami. W latach 1946–1948 jako wolny słuchacz uczęszczał na wykłady z estetyki, prowadzone przez Georgego Călinescu. Za życia ogłosił tylko jeden tomik poetycki, zatytułowany Plantații (Plantacje, 1945). Jego wiersze ukazały się w Polsce w Antologii poezji rumuńskiej (1989) w przekładach Ireneusza Kani, Krzysztofa Zarzeckiego i Ireny Harasimowicz.